# Trick Williams
Matrick Mondre Belton, meglio conosciuto con il ring name Trick Williams (Columbia, 26 maggio 1994), è un wrestler statunitense sotto contratto con la WWE.
In carriera, ha vinto due volte l'NXT Championship, una volta l'NXT North American Championship e il TNA World Championship.

## Carriera

### WWE (2021–presente)

#### NXT(2021–presente)
Dopo una breve carriera nel football universitario e nella Spring League, nel 2021 firmò con la WWE, venendo mandato al Performance Center per allenarsi.
Nella puntata di NXT 2.0 del 14 settembre debuttò come Trick Williams e si alleò con Carmelo Hayes effettuando un turn heel attaccando Duke Hudson prima del suo match. Nella puntata di NXT 2.0 del 5 ottobre Williams e Hayes parteciparono ad un Fatal 4-Way Tag Team Elimination match per l'NXT Tag Team Championship che comprendeva anche i campioni, gli MSK, Brooks Jensen e Josh Briggs e i Grizzled Young Veterans ma vennero eliminati per primi. Successivamente, Williams e Hayes entrarono in rivalità con Dexter Lumis e Johnny Gargano, venendo poi sconfitti fa questi ultimi il 2 novembre. Williams combatté il suo primo match singolo ad NXT perdendo contro Dexter Lumis nella puntata del 21 dicembre. Il 5 luglio, nella puntata speciale NXT The Great American Bash, sconfisse Wes Lee. Il 26 settembre 2023, ad NXT, vinse inaspettatamente un fatal four-way match che comprendeva anche Axiom, Dragon Lee e Tyler Bate con in palio la possibilità di diventare il nuovo sfidante all'NXT North American Championship di Dominik Mysterio. Il 30 settembre, a NXT No Mercy, sconfisse Dominik Mysterio in un match arbitrato da Dragon Lee vincendo l'NXT North American Championship, il suo primo titolo ad NXT. Perse tuttavia la cintura tre giorni dopo, il 3 ottobre ad NXT, nella rivincita contro Mysterio a causa dell'interferenza del Judgment Day. Il 9 dicembre, ad NXT Deadline, vinse l'iron survivor challenge che comprendeva anche Bron Breakker, Dijak, Josh Briggs e Tyler Bate, diventando il nuovo sfidante di Il'ja Dragunov per l'NXT Championship.
Nella puntata di NXT del 16 gennaio Williams e Carmelo Hayes parteciparono al Dusty Rhodes Tag Team Classic eliminando Edris Enofé e Malik Blade nel primo turno e Cruz Del Toro e Joaquin Wilde nella semifinale (svoltasi il 30 gennaio ad NXT). Il 4 febbraio, a NXT Vengeance Day, Williams e Hayes affrontarono Baron Corbin e Bron Breakker nella finale del Dusty Rhodes Tag Team Classic ma vennero sconfitti; più avanti in serata, Williams affrontò Il'ja Dragunov per l'NXT Championship ma venne sconfitto e successivamente attaccato alle spalle da Hayes. Il 6 aprile a NXT Stand & Deliver, affrontò e sconfisse nel main event l'ex amico Carmelo Hayes. a NXT Spring Breakin' affrontò nuovamente Dragunov con in palio il titolo da una parte ed il suo contratto dall'altra, riuscendo questa volta a sconfiggerlo e a diventare per la prima volta campione. Il 7 luglio, ad NXT Heatwave, perse il titolo a favore di Ethan Page senza essere schienato in un fatal 4-way match che comprendeva anche Je'Von Evans e Shawn Spears.
Dopo aver perso la cintura inizia una faida con Pete Dunne, conclusa con la vittoria Williams in un last man standing nella puntata del 10 settembre di NXT. La settimana seguente firma un contratto per un mach titolato contro Ethan Page, come arbitro speciale viene scelto CM Punk. Il mach è avvenuto durante la puntata speciale di NXT a Chicago del 1°ottobre, Williams è riuscito a battere Page e ridiventa campione dopo 86 giorni. A Deadline difese con successo il titolo contro Ridge Holland. Perse il titolo dopo 98 giorno a NXT New Year's Evil in favore di Oba Femi.
Nel aprile del 2025 inizia una rivalità con Joe Hendry, detentore del TNA World Championship. Ad NXT Battleground Williams è riuscito a sconfiggere Hendry diventando il nuovo campione del mondo della Total Nonstop Action Wrestling.

## Personaggio

### Mosse finali
- The Flash Knee (Running high knee)[30]
- Running big boot[30]

## Titoli e riconoscimenti
- Pro Wrestling Illustrated
  - 213° tra i 500 migliori wrestler singoli nella PWI 500 (2023)[31]
  - 28° tra i 500 migliori wrestler singoli nella PWI 500 (2024)[32]

- WWE
  - NXT Championship (2)[33]
  - NXT North American Championship (1)[34]
- TNA
  - TNA World Championship (1)[35]